# کاروتنوز

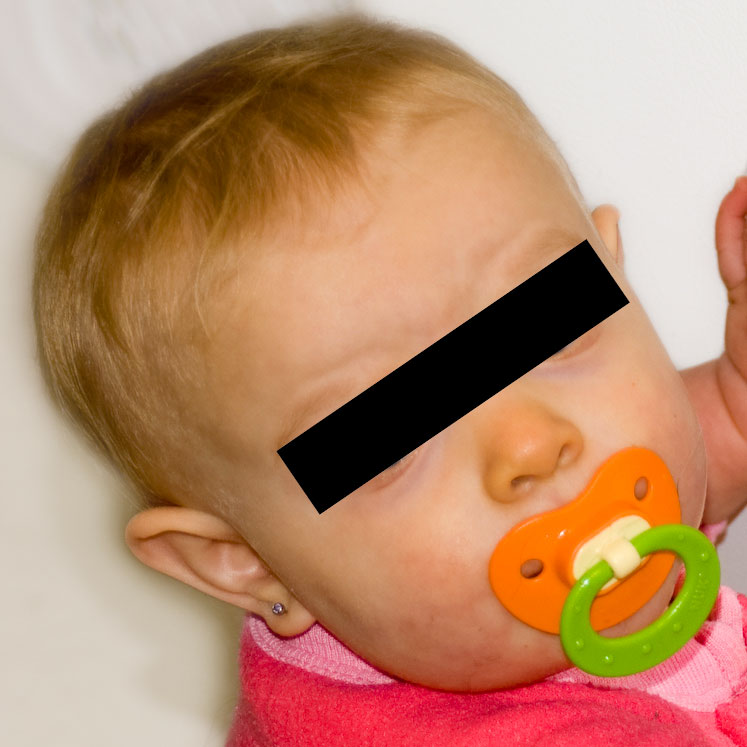
کاروتنودرمی روی بینی قابل مشاهده است.

کاروتنوز (به انگلیسی: Carotenosis)، اگر مقدار کاروتنوئیدهای رژیم غذایی بیش از حد مورد نیاز افزایش یابد ممکن است تغییر رنگ نارنجی مشخصی در لایه‌های پوستی بیرونی ایجاد کند. این شرایط خوش‌خیم و برگشت‌پذیر -که به راحتی در افراد دارای پوست روشن دیده می‌شود، ممکن است با یرقان اشتباه گرفته شود- کاروتنوز یا کاروتودرما یا کاروتودرمی نامیده می‌شود.
کاروتودرما یا کاروتودرمی حضور رنگدانه نارنجی کاروتن در خون به علت مصرف بیش از حد هویج یا سبزیجات برگ دار، کدو، هلو و پرتغال که حاوی رنگدانه کاروتن است و سبب افزایش سطح سرمی کاروتن می‌شود.: 540 : 681 کاروتنوئیدها ترکیبات محلول در چربی هستند که حاوی آلفا و بتاکاروتن، بتا کریپتوزانتین، لیکوپن، لوتئین و زآگزانتین هستند. سرم اولیه کاروتنوئید بتاکاروتن، لیکوپن و لوتئین است. در جمعیت سالم سطوح سرمی کاروتنوئیدها بین منطقه، قومیت و جنسیت متفاوت است.

### تشخیص افتراقی
برخلاف زردی، که تغییر رنگ زردپوست به صورت یکنواخت در بدن وجود دارد، در کاروتنودرما، رنگدانه در کف دست و پا، پیشانی، و چین‌های بینی-لبی تجمع می‌یابد. کاروتنودرما را با توجه به عدم درگیری صلبیه می‌توان از زردی افتراق داد. ممکن است میزان مصرف کاروتن یک شخص طبیعی باشد، اما تغییر رنگ نارنجی پوست در او دیده شود. در صورتی که میزان چربی یا لیپیدهای شخص بالا باشد یا میزان تجزیه یا متابولیسم کاروتنوئیدها در او پایین باشد، در این صورت باز هم تغییر رنگ نارنجی دیده می‌شود.
در صورتی که تغییر رنگ پوست به خاطر مصرف زیاد سبزیجات و میوه‌ها باشد، به آن کاروتنوزیس اولیه و در صورتی که ناشی از بیماری‌های داخلی باشد به آن کاروتنوزیس ثانویه می‌گویند.
دلایلی ثانویه شامل موراد زیر هستند: هایپرتیروئیدی (پرکاری تیروئید)، دیابت، بی‌اشتهایی عصبی (آنورکسی نوروزا)، سندرم نفروتیک و بیماری‌های کبدی.
کاروتنوزیس اولیه نیازی به درمان خاصی ندارد و بی‌ضرر است، اما اگر کاروتنوزیس ثانویه به بیماری‌های داخلی باشد، بیماری زمینه‌ای باید درمان شود.